# Olak Kemang (Danau Teluk)
Olak Kemang is een bestuurslaag in het regentschap Jambi van de provincie Jambi, Indonesië. Olak Kemang telt 4139 inwoners (volkstelling 2010).